# Kalvarienbergkirche Breitegg

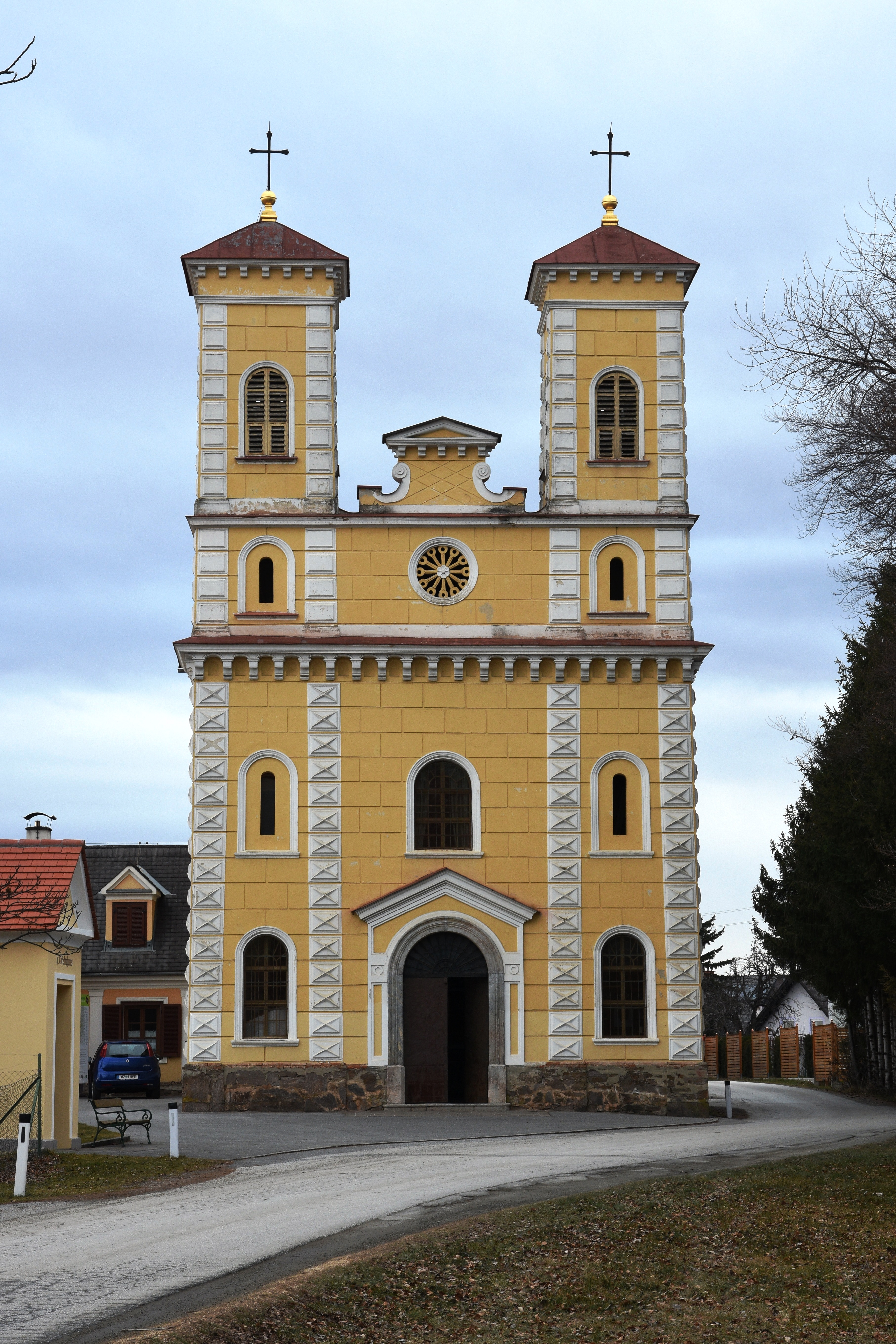
Doppelturmfassade

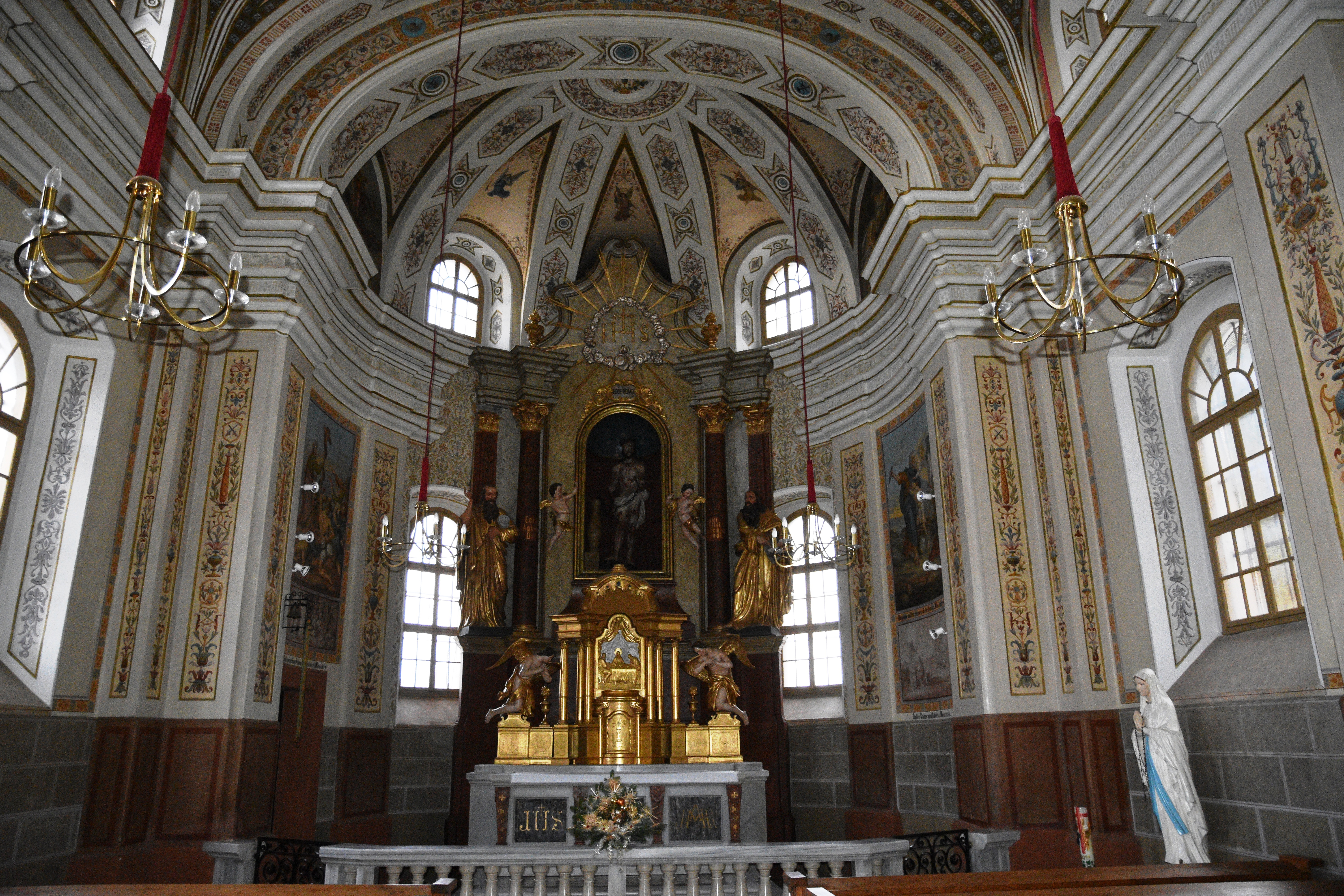
Innenansicht der Kirche

Die Kalvarienbergkirche Breitegg steht im Ort Breitegg in der Gemeinde Sankt Ruprecht an der Raab in der Steiermark. Die römisch-katholische Kalvarienbergkirche zum Gegeißelten Heiland gehört zum Dekanat Gleisdorf in der Diözese Graz-Seckau. Die Kirche steht unter Denkmalschutz.

## Lage
Es führen drei Kreuzwege zur Kalvarienbergkirche.
- Die Bildstöcke des Kreuzweges von St. Ruprecht an der Raab zur Kalvarienbergkirche wurden im Jahre 1972 mit Emailbildern des Goldschmiedes Bernward Schmid ausgestattet.[1]
- Der Kreuzweg von Unterfladnitz zur Kalvarienbergkirche wurde 2001 mit Holzkreuzen von Michael Hartinger gestaltet.[2]

## Geschichte
Die Kirche wurde vom Maurermeister Jakob Gauster errichtet und 1853 geweiht.

## Architektur
Die Kirche ist ein dreijochiger Saalbau mit einem halbrunden eingezogenen Chor und hat eine Doppelturmfassade. Die Malereien schufen 1890 die Maler Josef Oisner, Felix Barazutti und Rudolf Glanschnigg. Der Hochaltar ist aus dem Jahr 1891. Die Orgel aus der 1. Hälfte des 18. Jahrhunderts wurde später umgebaut.